# Infoshop

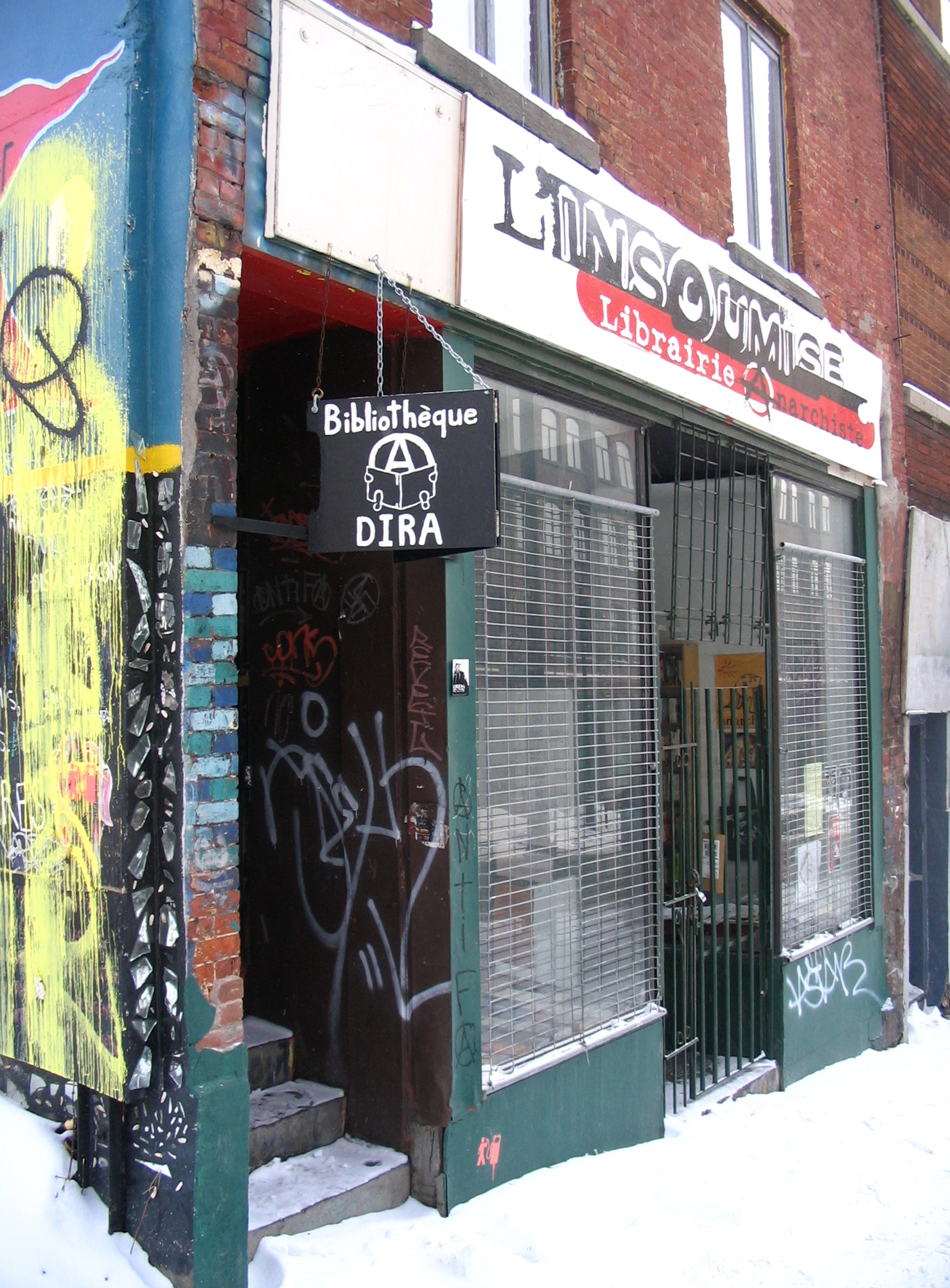
L'Insoumise, infoshop y librería anarquista de Montreal.

Un infoshop es un local de ventas o un centro social que sirve de nodo de distribución de información anarquista, frecuentemente en la forma de libros, zines, adhesivos y afiches. Los infoshops muchas veces sirven como un espacio de encuentros y recursos para grupos locales de activistas. 
Los infoshops se encuentran en su mayoría en Europa Occidental y Norteamérica, especialmente en la esfera anglo, pero igual pueden encontrarse alrededor del mundo. De acuerdo al autor Chris Atton los infoshops británicos surgieron "desde los centros sociales okupados anarquistas de los 1980, como el 121 Centre en Brixton, Londres". Otra gran influencia fueron los encuentros inter-europeos International Infoshop Meeting en los 1990. 
Chuck Munson coloca los infoshops norteamericanos (estadounidenses y canadienses) en la línea de los centros de paz y justicia de los tiempos de la guerra de Vietnam. En junio de 2006, la Infoshop Network, una red que se extiende por Canadá y Estados Unidos, fue creada en la Reunión Infoshop en Baltimore, Maryland. 
En la esfera ibérica, y algunos países hispanos, fue relevante a principios del siglo XX el fenómeno de los ateneos libertarios, equiparable al de los infoshops, pero originados desde el anarcosindicalismo. Sin el enfoque en la literatura anarquista, pero con ciertas semejanzas de organización y fines, también fueron importantes a fines del siglo XIX y comienzos del XX las bibliotecas y las universidades populares. Hoy en día siguen existiendo en algunas ciudades proyectos inspirados o herederos de la tradición de los ateneos, bibliotecas y universidades populares, en algunos casos relacionados con el movimiento okupa; estos proyectos también tienen muchos paralelos con el funcionamiento de los infoshops.